# FIAT 665NM Scudato
FIAT 665NM «Scudato» — итальянский бронетранспортёр времён Второй Мировой войны.

## История
Италия вступила во Вторую Мировую войну, не имея бронированных транспортёров для перевозки личного состава и буксировки артиллерии. Их перевозка осуществлялась на обычных грузовых автомобилях. Открытые бортовые грузовики не могли защитить пехоту во время боя и становились легкой мишенью для противника. Германия — союзник Италии, в 1939 году начала производство полугусеничных бронетранспортёров Sd.Kfz.251, однако, итальянская промышленность, более слабая и значительно загруженная, не могла освоить аналогичную технику, к тому же на это не было времени. Было принято решение обойтись «малой кровью» — созданием бронетранспортёра с использованием шасси тяжёлого грузовика, а фактически блиндированного (бронированного) грузовика.
В 1941 году был построен первый опытный образец. За основу было взято грузовое шасси FIAT 665 с колёсной формулой 4х4. Корпус бронетранспортёра состоял из двух основных частей, соединённых между собой: бронированной кабины, в которой размещался водитель, и бронированного «короба», созданного на базе бортового кузова, способного вмещать в себя до 20 солдат. В кабине водителя справа была предусмотрена установка 8-мм пулемёта Breda Mod. 30. Солдаты так же могли вести огонь из личного оружия через 16 бортовых и 2 кормовых амбразуры. Посадка солдат осуществлялась в «короб» через правую дверь водительской кабины.

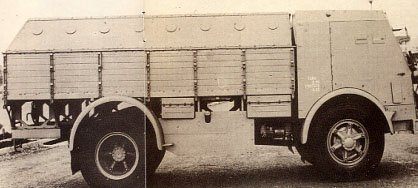

В 1942 году бронетранспортёр прошёл удачные испытания и тогда же началось его производство. Армия выдала заказ на 300 таких машин, но до капитуляции Италии в сентябре 1943 года было построено лишь 110 единиц. Практически все эти бронетранспортёры должны были попасть на Африканский театр военных действий, для которого в основном и были созданы, но так туда и не попали. Вместо Африки им была уготована участь служить на Балканах, где они участвовали в антипартизанских операциях.
В сентябре 1943 года на Севере Италии была провозглашена Итальянская Социальная Республика, фактически управляемая немецкой военной администрацией. Немцы передали некоторое количество итальянской бронетехники вооружённым силам этой марионеточной страны. В их числе оказалось и некоторое количество FIAT 665NM. Сами немцы так же использовали эти машины в 1943—1945 годах на территории Италии. Большинство из оставшихся бронетранспортёров после окончания войны были утилизированы.

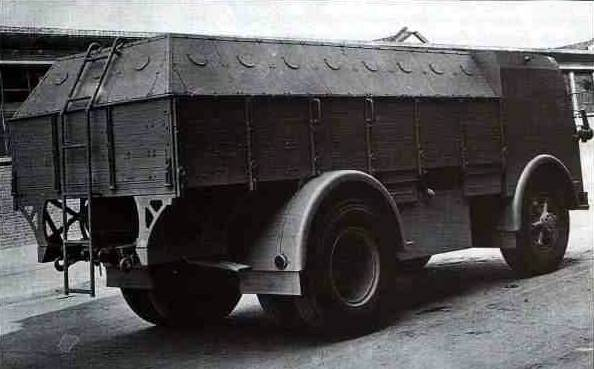